# En este pueblo no hay ladrones
En este pueblo no hay ladrones es un cuento del escritor colombiano Gabriel García Márquez. Se narra la aventura y el "infierno" en que se halla un pequeño pueblo al descubrir que han desaparecido misteriosamente las bolas de billar del único centro de diversión. La obra se adaptó al cine en 1965, antes de que el autor fuera conocido por el gran público.

## Argumento
En un pequeño pueblo, el salón de juegos que es la única distracción existente en la localidad, las bolas de billar son robadas por Dámaso, hombre casado a punto de tener un hijo. La vida del pueblo se trastorna a partir de una serie de acusaciones racistas. El culpable (que no lo es) es llevado por la policía. Dámaso, con sentimientos de culpabilidad decide restituir el objeto del robo. La acción de Dámaso se vuelve inútil desde el punto de vista de la culpabilidad del delito.

## Adaptación cinematográfica
La obra fue adaptada al cine por el director Alberto Isaac en 1965.
- Autor original: Gabriel García Márquez (En este pueblo no hay ladrones)
- Escenario: Emilio García Riera, Alberto Isaac
- Realización: Alberto Isaac
- Producción: Alberto Isaac, Grupo Claudio
- Música: Nacho Méndez
- Imágenes: J. Carlos Carbajal, Rafael Corkidi
- Montaje: Carlos Savage hijo
- Formato: Blanco y negro
- País: México
- Idioma: Español

Por orden alfabético:
- Octavio Alba: el sacristán
- Antonio Alcalá: Escobosa
- Alfonso Arau: el empresario
- Alicia Bergua
- Luis Buñuel: el cura
- Leonora Carrington
- Mario Castillón Bracho
- José Luis Cuevas
- María Antonieta Domínguez
- Graciela Enríquez: Ticha
- Víctor Fosado
- Ernesto García Cabral
- Gabriel García Márquez: el cobrador del cine
- Emilio García Riera: el experto del billar
- Alberto Isaac
- Lucero Isaac (Lucero Rueda)
- María Luisa Mendoza: la entrenadora
- Carlos Monsiváis: jugador de Dominó
- Argentina Morales
- Héctor Ortega: el mozo
- Julián Pastor: Dámaso
- Elda Peralta
- Abel Quezada: jugador de dominó
- Lucrecia de Rebétez
- Francisca Riera
- Arturo Ripstein (Arturo Rosen)
- Juan Rulfo: jugador de dominó
- Rocío Sagaón: Ana
- Blanca Estela Salazar: la vecina
- Cristina Samano
- Hugo Velásquez
- Luis Vicens: don Ubaldo

### Respecto de la cinta
En 1964, el Sindicato de Trabajadores de la Producción Cinematográfica de la República Mexicana (STPC) organizó un concurso público que pretendía dar a los nuevos valores la oportunidad de entrar en el cine mexicano. El primer premio fue ganado por Rubén Gámez.
Alberto Isaac y el crítico de cine Emilio García Riera decidieron presentar el cuento de su amigo Gabriel García Márquez, desconocido entonces para el gran público. La película fue filmada en tres semanas en la Ciudad de México y en Cuautla, con un presupuesto muy modesto. El elenco estuvo integrado por una lista impresionante de figuras contemporáneas de la literatura y del cine: Luis Buñuel, Arturo Ripstein, Alfonso Arau, José Luis Cuevas, el escritor Juan Rulfo, los moneros Ernesto García Cabral y Abel Quezada, el crítico de cine Emilio García Riera y el propio Gabriel García Márquez, que no cobraron su participación.
El film fue un éxito del momento, pero a pesar de ello Alberto Isaac debió esperar tres años antes de recibir una oferta por el productor Alfredo Ripstein Jr. (padre de Arturo Ripstein) para dirigir Las visitaciones del diablo.

### Reconocimientos
- 1964: Segundo lugar del Primer Concurso del Cine Independiente del STPC
- 1965: Leopardo de Plata en el Festival internacional del cine de Locarno
- 1966: Diosa de Plata para el mejor director.